# Макдэниел, Милдред
Милдред Луиза «Милли» Макдэниел-Синглтон (англ. Mildred Louise «Millie» McDaniel-Singleton, в девичестве — Макдэниел; 4 ноября 1933, Атланта, Джорджия, США — 30 сентября 2004, Пасадина, Калифорния, США) — американская легкоатлетка, специализировавшаяся на прыжках в высоту. Олимпийская чемпионка 1956 года, чемпионка Панамериканских игр 1955 года.

## Биография
Милли Макдэниел родилась в Атланте и окончила местную старшую школу Дэвида Говарда, предназначавшуюся для детей афроамериканцев.
В 1953 году Макдэниел одержала победу в прыжках в высоту на чемпионате США по лёгкой атлетике. В 1955 и 1956 годах она повторила это достижение, причём как на открытом воздухе, так и в помещении. В 1955 году спортсменка также приняла участие в Панамериканских играх в Мехико, где одержала убедительную победу, превзойдя результат серебряного призёра почти на 10 см.
В декабре 1956 года Макдэниел приняла участие в соревнованиях в прыжках в высоту на Олимпийских играх в Мельбурне. На Играх американка была единственной, кто смог преодолеть высоту 1,70 м, став олимпийской чемпионкой. Пропустив отметки 1,72 м и 1,74 м, Милли со второй попытки установила новый мировой рекорд в 1,76 м, превзойдя на 1 см предыдущее достижение румынки Йоланды Балаш.
Помимо лёгкой атлетики Макдэниел занималась также баскетболом, выступая за команду Таскигийского института. В 1983 году спортсменка была включена в Зал спортивной славы штата Джорджия.
После завершения своей спортивной карьеры Милдред переехала в Калифорнию, где преподавала физкультуру на протяжении 32 лет. 30 сентября 2004 года в возрасте 70 лет американка скончалась.